# Ben Szemen (wieś młodzieżowa)
Ben Szemen (hebr. כפר הנוער בן שמן; ang. Ben Shemen Youth Village) – wieś młodzieżowa położona w Samorządzie Regionu Chewel Modi’in, w Dystrykcie Centralnym, w Izraelu.

## Położenie
Leży w Szefeli przy moszawie Kerem Ben Szemen na wschód od miasta Lod i na południowy wschód od międzynarodowego portu lotniczego im. Ben-Guriona, w otoczeniu moszawów Chadid, Ben Szemen, Kerem Ben Szemen i Ginnaton. Wieś młodzieżowa jest typowym izraelskim rozwiązaniem, łączącym zalety szkoły rolniczej z internatem połączonej z praktyczną nauką zawodu w osadzie rolniczej.

## Historia
Wykopaliska archeologiczne prowadzone w tej okolicy wykazały, że około II wieku p.n.e. istniała tutaj wieś, która prawdopodobnie została zniszczona podczas powstania Bar-Kochby w 135. Ponowne ślady osadnictwa pochodzą z okresu od VI do IX wieku i okresu XIII-XIV wieku. Z okresu rzymskiego zachowały się pozostałości budynku. W jego pobliżu odkryto osiem zbiorników do rytualnych obmyć (być może mykwy), dziewięć cystern na wodę, silosy na zboże i inne budowle, których przeznaczenie nie zostało jasno określone. W pobliskich jaskiniach, które służyły Żydom za schronienie, znaleziono liczną ceramikę. W ruinach z okresu panowania Bizancjum znajduje się prasa oliwek i łukowaty basen kąpielowy. Natomiast z okresu panowania mameluków zachowało się kilka domostw z piecami i cysterną na wodę.
Pierwsza współczesna osada została założona w styczniu 1906 roku, jako fabryka oliwy z oliwek „Hadid”, która później zmieniła nazwę na „Ben Szemen”. Ziemię zakupiono od arabskich mieszkańców pobliskiej wioski Haditha i zasadzono na niej pierwsze drzewka oliwkowe, które zapewniały surowiec dla fabryki. Oliwki jednak nie przyjęły się i zdecydowano o przeniesieniu fabryki do Hajfy (fabryka „Shemen”). Tutejszą ziemię odkupił w 1927 roku Siegfried Lehmann, którego marzeniem było nauczenie żydowskich osadników syjonistycznej etyki w połączeniu z praktyczną nauką rolnictwa. W tym celu powstała tutaj szkoła rolnicza, której pierwszymi uczniami byli imigranci z Litwy.

## Edukacja
We wsi znajdują się trzy szkoły: szkoła podstawowa, szkoła średnia i wyższa uczelnia rolnicza. Obecnie uczy się tutaj około 1 tys. uczniów, z których ponad 400 mieszka w internatach. System edukacji obejmuje wszystkie normalne przedmioty plus nauki o środowisku naturalnym, agrotechnikę i planowanie rozwoju rolnictwa. Najwybitniejszymi absolwentami byli: Szimon Peres i Mosze Kacaw.

## Turystyka
W odległości 2 km na wschód od Ben Szemen rozpościera się stuletni Las Ben Szemen, który pierwotnie nazywał się Lasem Herzla. Jest to największy wiejski kompleks leśny w Izraelu (powierzchnia 2100 ha), znajdujący się pod opieką Żydowskiego Funduszu Narodowego. Początki tego lasu sięgają 1908 roku, kiedy to posadzono pierwsze sadzonki drzewek oliwkowych i różnych drzew owocowych. Później oliwki zastąpiono sosnami, cyprysami i innymi drzewami. Jest to wspaniały teren do wypoczynku i aktywnej rekreacji. Spełnia on rolę „zielonych płuc” dla mieszkańców aglomeracji miejskiej Gusz Dan.
Przy lesie znajduje się ogród zoologiczny Małpi Park Ben Szemen, w którym zgromadzono różnorodne małpy, od maleńkich sajmiri do marmozet, pawianów i goryli. Na terenie rekreacyjnym dla gości przygotowano ścianę wspinaczkową, most linowy i inne atrakcje.

## Transport
Przy wiosce i moszawie Kerem Ben Szemen przebiega droga nr 443, którą jadąc na zachód dojeżdża się do moszawów Ben Szemen, Ginnaton i miasta Lod, natomiast jadąc w kierunku wschodnim znajduje się duży węzeł drogowy z autostradą nr 1 i autostradą nr 6.